# Ivet Castelo
Ivet Castelo (Vic, 1995) és una cineasta catalana.
Després d'estudiar Comunicació Audiovisual a la Universitat Pompeu Fabra, va ser directora de producció del curtmetratge El Arquero (2016). Ojos negros fou la seva òpera prima com a directora i guionista. La pel·lícula tracta el pas a la maduresa d'una adolescent en un entorn opressiu. El treball va guanyar la Bisnaga de Plata a la millor pel·lícula de la secció Zonazine al Festival de Màlaga, i compta amb la banda sonora original de Refree. Actualment viu a Viena, on continua la seva carrera com a cineasta.

## Filmografia
2019: Ojos negros (codirigida amb Marta Lallana)